# Costellotetra
Costellotetra (Hemigrammus hyanuary) är en fiskart som beskrevs av Durbin, 1918. Costellotetra ingår i släktet Hemigrammus och familjen Characidae. IUCN kategoriserar arten globalt som livskraftig. Inga underarter finns listade i Catalogue of Life.